# Hiperplazie
Hiperplazia este o modificare a celulelor – se formeaza o masa – dar celulele apar normale la microscop. Celulele normale pot sa devina canceroase, si in acest proces de evolutie trec prin etape ca hiperplazia sau displazia. Displazia inseamna ca celulele arata normal, dar exista modificari in modul de organizare si exista unele celule suplimentare.